# Kompetenzzentrum Bioscience and Medical Engineering
Das Kompetenzzentrum Bioscience and Medical Engineering (vormals CC Aerospace Biomedical Science and Technology) ist ein Forschungsbereich für biomedizinische Weltraumforschung und Medizintechnik der Hochschule Luzern. Die Forschungseinrichtung arbeitet im Bereich der Mechanobiologie insbesondere der biomedizinischen Forschung unter Schwerelosigkeit. Bis Ende 2012 war die Gruppe unter dem Namen Space Biology Group (Gruppe Weltraumbiologie) eine Forschungsgruppe der ETH Zürich.

## Geschichte
Die Space Biology Group wurde 1977 an der ETH Zürich gegründet.

Im Januar 2013 wechselte die Gruppe von der ETH Zürich zur Hochschule Luzern. Sie verlegte dazu ihren Standort von Zürich nach Hergiswil, wo sie ein eigenes Gebäude bezog.

## Forschungstätigkeit
Hauptziel der Untersuchungen ist die Beschreibung mechanobiologischer Prozesse, welche unter Einwirkung von unterschiedlichen Kräften in Zellen auftreten. Die Resultate der Forschung sind sowohl für Astronauten, als auch für die Sport- und Rehabilitationsmedizin sowie für die Geriatrie von Bedeutung.
In den Laboratorien des Kompetenzzentrums kommen biochemische, molekularbiologische und elektrophysiologische Technologien zur Anwendung. Seit der Gründung im Jahre 1977 wurden bereits mehr als 25 Weltraummissionen in der Internationalen Raumstation ISS sowie auf sogenannten Low Gravity Plattformen wie beispielsweise Höhenforschungsraketen und Parabelflügen durchgeführt. Zur Realisierung der Experimente werden schwerelosigkeitstaugliche Instrumente benötigt. Diese Geräte werden von dem Kompetenzzentrum zusammen mit externen Partnern selbst entwickelt und gebaut.

## Biotechnology Space Support Centre – BIOTESC
Das Kompetenzzentrum betreibt im Auftrag der Europäischen Weltraumagentur ESA das Biotechnology Space Support Centre BIOTESC. Dies ist eines von neun User Support and Operations Center (USOC) der ESA. Das BIOTESC unterstützt Wissenschaftler aus der ganzen Welt bei der Planung und Implementierung von biologischen Experimenten im Europäischen Weltraumlabor Columbus der ISS und stellt die dafür notwendigen Infrastruktur bereit. Zudem unterstützt BIOTESC die Astronauten in der ISS bei der Durchführung biomedizinischer Experimente aus einem eigens dafür ausgestatteten Kontrollraum. Der Kontrollraum des USOCs ist Teil des sogenannten Bodensegments.

### Aufgabenfelder
Die Aufgabenfelder des BIOTESC umfassen die Experimenteplanung, das Entwickeln und Validieren von Bodenprozeduren und Flugprozeduren, Wissenschaftsvalidierungstests, Experimentsequenztests, Unterstützen des Astronauten-Trainings, Interaktiver Betrieb von Weltraumexperimenten, Betrieb von Bodenanlagen sowie Datenaufnahme, -aufbereitung, -archivierung und -verteilung.

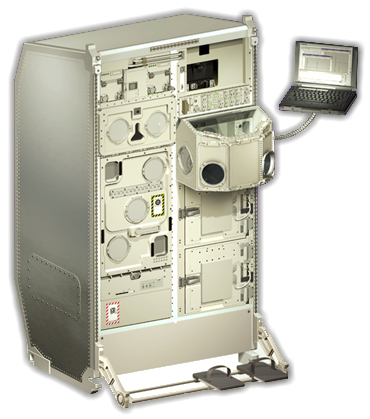
Das Biolab

BIOTESC ist zudem als anlagenverantwortliches Zentrum (engl.: Facility Responsible Center, kurz, FRC) verantwortlich für die KUBIK-Anlage und anlagenunterstützdendes Zentrum (engl.: Facility Support Center, kurz FSC) für das Biolab und für die Experimente die in diesen beiden Anlagen ausgeführt werden.

#### KUBIK
Kubik ist modular aufgebaute Anlage, die als Versorgungseinheit (Inkubator) und Kühleinheit dient. Die geringen Ausmasse erlauben es die Anlage in verschiedenen Segmenten der ISS zu betreiben: im Russischen Segment, im Europäischen Segment etc. Experimente werden in Experimentkontainern völlig automatisiert ausgeführt. Die Stromversorgung der Experimentkontainer erfolgt durch KUBIK. Einschübe mit Zentrifugen erlauben 1g-Kontrollexperimente auf der ISS. Komplexe Experimente werden von Astronauten ausgeführt und durch BIOTESC per Video überwacht. KUBIK-Telemetriedaten werden nicht in Echtzeit übertragen. Experimentkontainer mit entsprechenden Proben werden den Wissenschaftlern beispielsweise durch Sojus-Kapseln zurückgebracht.

#### Biolab
Für die Biolab-Anlage ist das deutsche Raumfahrtnutzerzentrum (MUSC) in Köln verantwortlich. Das Steuern der biologischen Experimente in Biolab erfolgt jedoch durch eine Zusammenschaltung (Kaskadierung) der Nutzerzentren BIOTESC und MUSC.